# کورتنی اکت
کورتنی اَکت (به انگلیسی: Courtney Act) (زادهٔ ۱۸ فوریهٔ ۱۹۸۲) خواننده سبک پاپ و درگ‌کوئین استرالیایی است. او در سال ۲۰۰۳ در مسابقه استعدادیابی آستریلین آیدل شرکت کرد و در مرحله نیمه‌نهایی حذف شد.